# Западно-Австралийское течение
|  |

Западно-Австралийское течение — холодное течение в юго-восточной части Индийского океана. Протекает у западных берегов Австралии с юга на север, представляет собой северную ветвь течения Западных Ветров. В тропической зоне Южного полушария часть Западно-Австралийского течения переходит в Южное Пассатное течение, часть диссипирует в Тиморском море.
Скорость течения 0,7—0,9 км в час, соленость 35,5-35,70 грамм на литр. Температура воды по ходу течения меняется от 19 до 26 °C в феврале и от 15 до 21 °C в августе.